# Ricardo Mazacotte
Ricardo Mazacotte (Formosa, 9 gennaio 1985) è un ex calciatore argentino naturalizzato paraguaiano, di ruolo difensore.